# Индийска петниста костенурка
Индийската петниста костенурка (Geoclemys hamiltonii) е вид влечуго от семейство Азиатски речни костенурки (Geoemydidae). Видът е световно застрашен, със статут уязвим.

## Разпространение
Разпространен е в Бангладеш, Индия, Непал и Пакистан.